# Livskraft livskræft
|  | Denne artikel er oprettet af botten Steenthbot ud fra en ekstern database. Den kan derfor have sproglige fejl eller mangler. Denne skabelon kan fjernes efter kontrol af indholdet. |

Livskraft livskræft er en dansk dokumentarfilm fra 2020 instrueret af René Georg Johansen.

## Handling
Hvad skal der til for at livet kan fortsætte? 
Livets skrøbelighed sættes under lup efter kræftafdelingens lukketid. Ved at følge en patients strålebehandling under jorden, får vi adgang til menneskets konkrete kamp for at forlænge livet på Jorden.
Livskraft, Livskræft har ladet sig inspirere af musikstykket som genre og sammensætter gentagelser, vers, omkvæd og rytme, når der svæves mellem scener med strålebehandling og tomme kemolokaler. De naive spørgsmål og poetiske ord inviterer seernes tanker på himmelflugt og besjæler billedernes tomhed og strålebehandlingens ritual.